# Tajmyr (schiereiland)

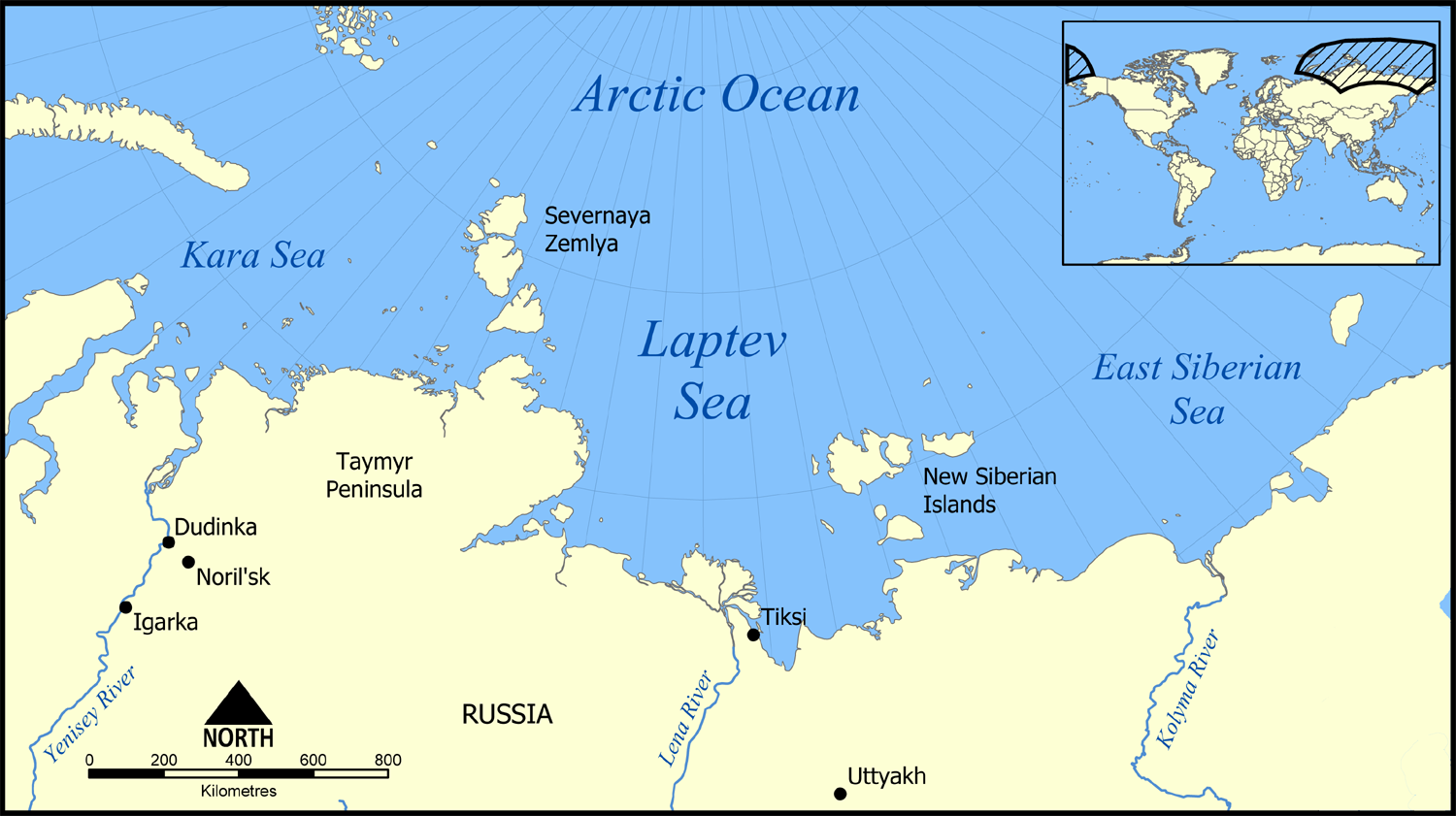
Noord-Siberië met ten noorden daarvan de Karazee, Laptevzee en Oost-Siberische Zee en links van het midden het schiereiland Tajmyr

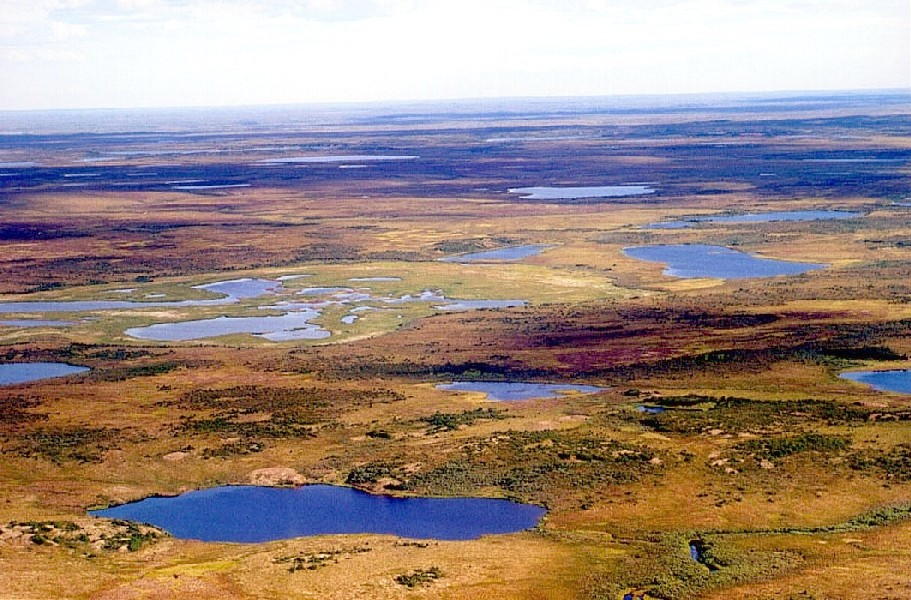
Toendralandschap nabij de plaats Doedinka aan de Jenisej

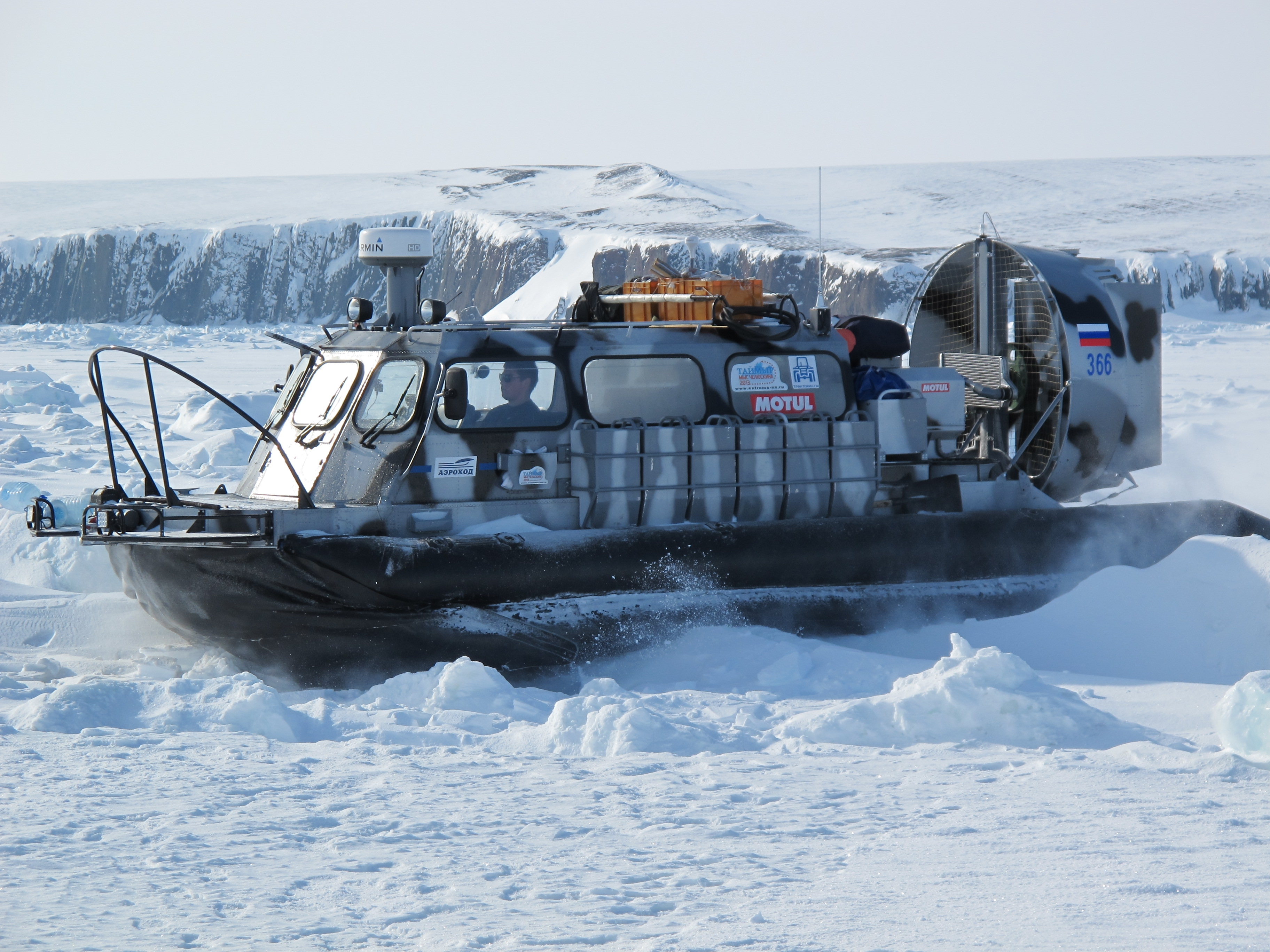
De expeditie op het schiereiland Taimyr in de twee schepen, airbag Hivus-10 April 2013

Tajmyr (Russisch: Таймырский полуостров, Tajmyrski Poloeostrov) is een schiereiland in Siberië en vormt het noordelijkst gelegen deel van het vasteland van Azië, alsook van de wereld. Het ligt tussen de Golf van Jenisej in de Karazee en de Golf van Chatanga in de Laptevzee. Het schiereiland vormde tot 2007 ongeveer de helft van het Russische autonome district Tajmyr. Het vormt nu een integraal onderdeel van de kraj Krasnojarsk.
Het schiereiland, dat groter is dan Duitsland, bestaat uit een gebied met een oppervlakte van meer dan 400.000 km², met een breedte van west naar oost van ongeveer 1000 kilometer en een lengte van noord naar zuid van ongeveer 500 kilometer. Het noordelijkste punt, Kaap Tsjeljoeskin, ligt meer dan 1300 kilometer ten noorden van de noordpoolcirkel. Ten noorden van het schiereiland liggen de eilanden van Noordland (Severnaja Zemlja), gescheiden van het vasteland door de Straat Vilkitski. Op het schiereiland ligt het Byrrangagebergte.
Op het schiereiland zou ongeveer 2000 jaar geleden de Aziatische muskusos zijn uitgestorven.

## Economie
In het gebied zijn grote nikkel- en koperreserves aangetoond. Sinds de 30'er jaren van de 20e eeuw worden deze reserves al geëxploiteerd. Norilsk Nikkel heeft diverse mijnen en smelters in de regio. De metalen worden per trein over de Norilsk-spoorlijn naar de haven van Doedinka aan de Jenisej vervoerd en gaan vandaar verder per schip naar Moermansk en andere havens.